# Посо, Хосе Анхель
Хосе́ А́нхель По́со Ла Ро́са (исп. José Ángel Pozo La Rosa; родился 15 марта 1996 года в Малаге, Испания) — испанский футболист, нападающий клуба «Райо Вальекано».

## Клубная карьера
В одиннадцатилетнем возрасте Посо переехал в Мадрид и присоединился к академии «Реала». Через пять лет его приобрёл «Манчестер Сити» за 2,4 миллиона фунтов.
В сезоне 2014/15 18-летнего форварда начали активно привлекать к играм первой команды. 24 сентября 2014 года на 64-й минуте игры 3-го раунда Кубка Футбольной лиги против «Шеффилд Уэнсдей» (7:0) Посо заменил полузащитника «горожан» Яя Туре и спустя четверть часа с передачи Хесуса Наваса забил первый гол за «Сити» и шестой мяч в ворота соперника. В чемпионате его дебют состоялся 3 декабря 2014 года в матче против «Сандерленда» — Посо сыграл семь минут, заменив по ходу матча Самира Насри.

## Карьера в сборной
Хосе Анхель Посо имеет опыт выступлений за юношеские испанские сборные.

## Личная жизнь
У Хосе Анхеля есть младший брат Икер, который тоже является футболистом и выступает за молодёжную команду «горожан».